# Khanato di Crimea
Il Khanato di Crimea o Canato di Crimea (in lingua tatara di Crimea: Qırım Hanlığı, قريم خانلغى; in russo Крымское ханство?, Krymskoye khanstvo; in ucraino Кримське ханство?, Kryms'ke khanstvo; in turco Kırım Hanlığı), noto anche come Piccola Tartaria (in latino Tartaria Minor) fu uno Stato tataro esistito dal 1441 al 1783. Fu il khanato che ebbe vita più lunga tra quelli che succedettero l'impero del Khanato dell'Orda d'Oro.

## Primi regnanti
Il Khanato di Crimea fu fondato quando alcuni clan dell'Impero dell'Orda d'Oro cessarono di praticare il nomadismo nel Dasht-i Kipchak (la steppa dei Kipchak nell'attuale Ucraina e Russia meridionale) e decisero di rendere la Crimea la loro patria, invitando un contendente genghiskhanide, Hacı Giray, a salire sul trono dell'Orda d'Oro e diventare il loro khan. Hacı Giray accettò questa proposta e giunse dalla Lituania, il luogo in cui era in esilio. Fondò il suo Stato indipendente nel 1441 dopo una lunga battaglia per l'indipendenza dall'Orda d'Oro. Il khanato comprendeva la penisola della Crimea (eccetto la costa meridionale e sud-occidentale e i porti, controllati dalla Repubblica di Genova) e le steppe dell'attuale Ucraina e Russia, anche conosciute come Dasht-i Kipchak.
Alla sua morte, seguì una disputa interna tra i figli di Hacı. Gli Ottomani intervennero e imposero sul trono Meñli I Giray, un figlio di Hacı. Nel 1475 le forze ottomane, sotto il comando di Gedik Ahmet Pascià conquistarono il principato di Teodoro e le colonie genovesi di Cembalo, Soldaia e Caffa. Il khanato da quel momento in poi fu inserito sotto la protezione dell'Impero ottomano. Mentre il litorale della Crimea si trasformava in un sangiaccato ottomano, i khan continuavano a governare nel resto della penisola e delle steppe settentrionali. I rapporti tra Impero e Tartari della Crimea furono sempre saldi: i sultani trattarono i khan più come alleati che sudditi, sebbene i khan eletti dovessero ricevere l'approvazione del sultano. Gli Ottomani inoltre riconobbero i khan come legittimi discendenti dei mongoli delle steppe guidati da Genghis Khan, quindi i khan continuarono per secoli ad avere una politica indipendente dagli Ottomani nelle steppe della Piccola Tartaria; i rapporti tra i khan e gli Ottomani furono regolati attraverso corrispondenza diplomatica.
I khan continuarono a coniare monete proprie e a inserire i loro nomi nelle khuṭba del Venerdì, due segni importanti sulla legittimità della loro sovranità. Non pagarono mai tributi all'Impero ottomano, anzi ricevevano pagamenti per il loro aiuto in guerra, che consisteva nel fornire abili cavalieri nelle numerose campagne militari. L'alleanza tra Tatari e Ottomani era paragonabile per importanza e durevolezza a quella tra Polonia e Lituania. La cavalleria della Crimea divenne indispensabile per le campagne militari ottomane in Europa (Ungheria e Polonia) e in Asia (Persia). 

Ciò rese la Crimea dipendente dal bottino ottenuto nelle campagne vittoriose, ma quando queste iniziarono a fallire, l'economia tartara di Crimea iniziò il suo declino. Nel 1502 Meñli I Giray sconfisse l'ultimo khan della Grande Orda, mettendo fine alle pretese dell'Orda sulla Crimea. Nel XVI secolo il khanato di Crimea si pose come successore sul territorio dell'Orda d'Oro e della Grande Orda e quindi sopra i khanati della regione del Caspio-Volga, in particolare il khanato di Kazan e di Astrakan. Ciò provocò la rivalità con il principato moscovita per la supremazia della regione. Una successiva campagna di Devlet I Giray contro Mosca nel 1571 si concluse con l'incendio della capitale russa e dopo questo evento fu denominato Taht-Algan (conquistatore del trono). Tuttavia il Khanato di Crimea infine perse la disputa per l'accesso al Volga in seguito alla catastrofica sconfitta nella battaglia di Molodi appena un anno dopo. La capitale del Khanato inizialmente era collocata a Salaçıq, vicino alla fortezza di Qırq Yer, successivamente venne spostata a Bakhchisaray, fondata nel 1532 da Sahib I Giray.

## Sistema politico ed economico

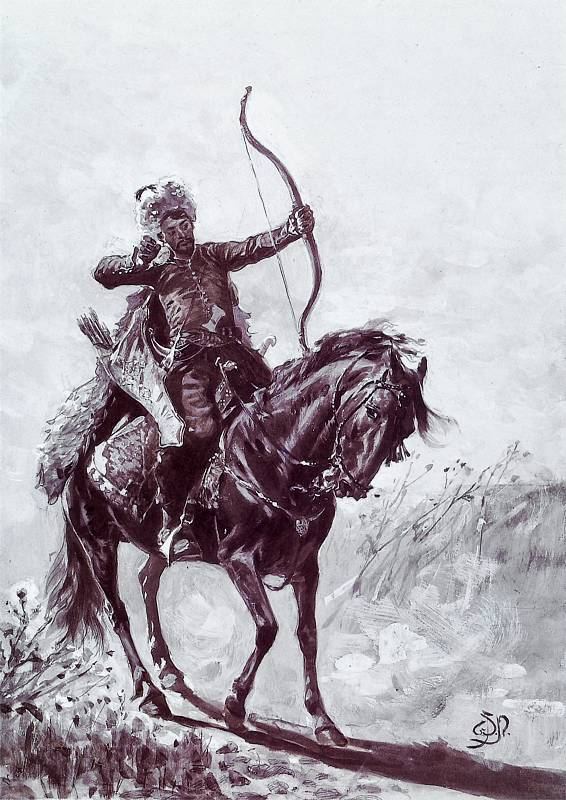
Arciere a cavallo tataro di Crimea

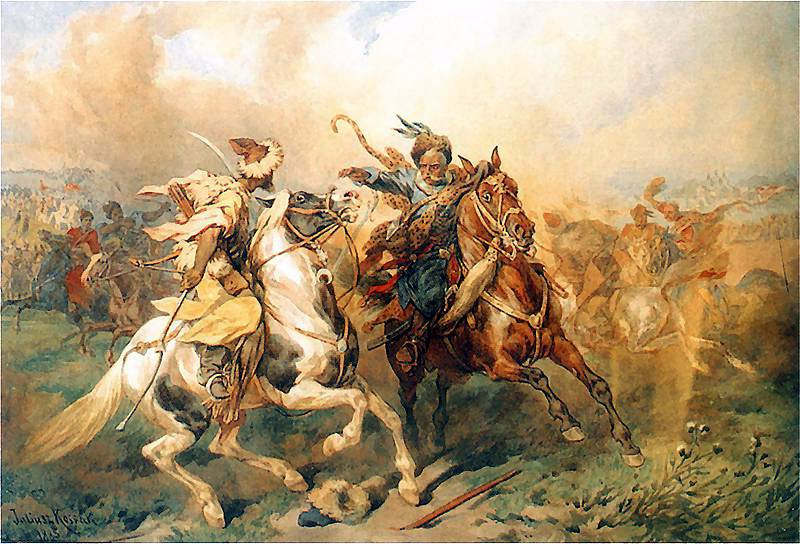
Guerriero tataro di Crimea contro un soldato polacco

I Giray traevano le loro origini da Gengis Khan, e questo li rese prevalenti tra le altre famiglie nobili. Secondo le tradizioni della steppa, il re era legittimo soltanto se apparteneva alla discendenza reale di Genghis Khan. Solo lo Zar moscovita sostenne i discendenti di Genghis Khan. Anziché seguire il sistema autocratico dell'Impero Ottomano, il khanato di Crimea seguì la tradizione dell'Orda d'Oro. Ovvero la dinastia di Giray era il simbolo del governo, ma il khanato era di fatto governato con la partecipazione dei Qaraçı Beys, i capi dei clan nobiliari come Şirin, Barın, Arğın, Qıpçaq, e nel tardo periodo Mansuroğlu e Sicavut. I Nogay, che trasferirono la loro fedeltà al khan di Crimea dopo il crollo del khanato di Astrakan nel 1556, furono da allora un importante elemento del khanato. Anche Circassi e Cosacchi furono un fattore in alcune occasioni, dichiarando la loro obbedienza talvolta al khan, talaltra ai bey. Internamente, il territorio del khanato era diviso tra i bey, sotto i quali stavano i mirza, scelti tra i nobili. Il rapporto di contadini e pastori con i mirza, tuttavia, non era di tipo feudale: erano liberi, e la legge islamica li proteggeva dal rischio di perdere i propri diritti. La terra, divisa tra i villaggi, era lavorata in comune e della tassazione rispondeva l'insieme del villaggio. Le tasse erano un decimo della produzione agricola, un ventesimo delle mandrie ed una percentuale variabile di lavoro non retribuito. Durante le riforme attuate dall'ultimo khan Şahin Giray, la struttura interna fu modificata sul modello turco: la proprietà terriera dei nobili fu dichiarata dominio del khan e riorganizzata in "qadılıq" (province), governate da rappresentanti del monarca.
La giurisdizione si basava sulla legge tatara ed islamica, con riferimento, per materie particolari, a quella ottomana. Il capo delle istituzioni islamiche era il Muftī, scelto tra il clero musulmano locale. Il suo incarico preminente non era né teologico né giudiziario, bensì finanziario. L'amministrazione del Mufti controllava infatti tutte le terre waqf, e le ingenti entrate che ne derivavano. Altro importante funzionario musulmano era il kadıasker, che non era però nominato dal clero ma dal Sultano ottomano. Sovrintendeva i distretti giudiziari del khanato, ciascuno dei quali era amministrato da un kadi. Costoro dipendevano teoricamente dal kadıasker, ma in pratica rispondevano ai capi-clan ed al Khan. Ai kadi competeva di determinare il comportamento quotidiano dei musulmani del khanato. Le minoranze non musulmane (Greci, Armeni, Goti di Crimea, Adighi (Circassi), Veneziani, Genovesi, Caraimi e Ebrei Qırımçaq) vivevano in città e villaggi, talvolta in quartieri separati. Avevano proprie istituzioni religiose e giudiziarie, in ossequio al sistema millet. Controllavano finanze e commercio, pagando un indennizzo in quanto non facenti parte dell'esercito. Non vi sono prove che fossero sottoposti ad alcuna discriminazione: vivevano come tatari di Crimea usando gli stessi dialetti (Alan Fisher, 1978).
La componente nomade dei Tatari di Crimea fu soprattutto allevatrice di mandrie. La Crimea ebbe però anche importanti porti commerciali, attraverso i quali le merci trasportate lungo la Via della seta raggiungevano l'Impero ottomano e l'Europa. Il khanato contava numerose città, come la capitale Bakhchisaray, Karasubazar e Aqmescit dotate di caravanserragli, han , quartieri per mercanti, pellai e mugnai. I Tatari stanziali erano agricoltori, commercianti ed artigiani. La Crimea fu anche centro produttivo per vini e tabacchi, e fu rinomata per la qualità della sua frutta. I tappeti di Bakhchisaray venivano esportati in Polonia e i coltelli fabbricati dai loro artigiani erano reputati i migliori della produzione caucasica. Furono inoltre famosi per l'allevamento di bachi da seta e la produzione di miele. Comunque, tra le maggiori fonti di guadagno della nobiltà rimanevano le razzie condotte nei paesi vicini e il commercio di schiavi (Brian G. Williams)

## Età d'oro

Lo stemma dei Tatari

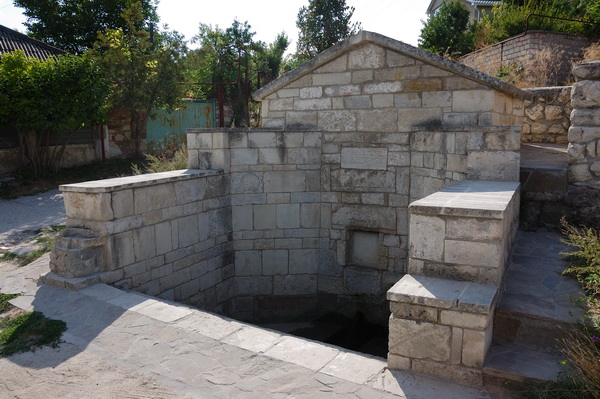
Fontana di Selim II Gray

Il khanato di Crimea fu tra le maggiori potenze dell'Europa Orientale fino al XVIII secolo. I Tatari di Crimea ebbero un ruolo fondamentale nella difesa dei confini dell'Islam, specie contro Moscoviti e Polacchi. Le bande di razziatori tatari (chambul), fiancheggiate dai Nogay, compivano continue scorrerie nei principati danubiani, in Moscovia e Polonia-Lituania, al fine di prevenire che nelle steppe si stabilizzassero insediamenti slavi. Con questi metodi, definiti "mietitura della steppa", riducevano in schiavitù molti contadini slavi, raccogliendo anche cospicui bottini, dei quali il Khan riceveva una percentuale fissa (savğa) del 10 o 20%. Le campagne delle forze tatare si dividevano in "sefer", operazioni militari condotte su ordine del khan, e "çapul", scorrerie intraprese autonomamente da gruppi isolati di nobili (a volte illegali o proibite, in quanto in violazione dei trattati conclusi dal khan con i signori delle terre confinanti) Per molto tempo, fino agli inizi del XVIII secolo, il khanato mantenne un massiccio traffico di schiavi con l'Impero Ottomano e tutto il Medio Oriente. La città portuale di Kefe, in particolare, fu uno dei più conosciuti ed importanti mercati di schiavi del tempo.
Il khanato stipulò anche alleanze con la Polonia-Lituania ed i Cosacchi contro il crescente potere dei Moscoviti, che avanzavano aggressive rivendicazioni sui territori dell'Orda d'Oro. La regione contesa era fortemente ambita dai Moscoviti, perché avrebbe consentito grossi insediamenti di popolazione su terre più fertili, dalla stagione produttiva più lunga e feconda di quella delle aree più settentrionali, da cui essi dipendevano per il loro sostentamento. Si è calcolato che con quelle terre l'agricoltura in Russia sarebbe stata abbastanza ricca da accelerare la scomparsa della servitù della gleba nel XVII secolo. In ogni caso, la situazione di guerra permanente ai confini e la rapida crescita degli eserciti dei nobili russi contribuirono ad incrementare lo sfruttamento dei contadini russi.
Alcuni ricercatori stimano in poco più di 3 milioni il numero di coloro che vennero resi schiavi dal khanato, per lo più Ucraini, ma anche Circassi, Russi, Bielorussi e Polacchi. Una delle più famose vittime fu Roxelana (Khurem Sultan), che sarebbe poi diventata moglie di Solimano il Magnifico, esercitando grande potere sulla corte imperiale ottomana. La costante minaccia dei Tatari di Crimea favorì anche l'affermarsi della forza militare dei Cosacchi. Perfezionando le loro tattiche, i Tatari presero a preferire rotte che seguissero corsi d'acqua. La strada principale verso Mosca era il Muravski shliach, un sentiero che portava da Perekop in Crimea fino a Tula, passando tra i fiumi Dnieper e Severskij Donec. Dopo esser penetrati combattendo per 100 o 200 km in zone popolate, i Tatari si ritiravano, razziando e catturando schiavi lungo il loro cammino. Ogni anno, Mosca mobilitava 65000 soldati per sorvegliare i confini, il che rappresentava un peso notevole per le finanze statali. Le difese approntate consistevano in terrapieni, alberi abbattuti e palizzate tra alcune roccheforti quali Belëv, Odoev, e Tula. La sponda del fiume Oka, vicino a Mosca, era utilizzata come ultima linea difensiva. I Cosacchi e la giovane nobiltà russa servivano per compiti di pattugliamento, sorvegliando gli spostamenti delle bande tatare nella steppa.

## Declino

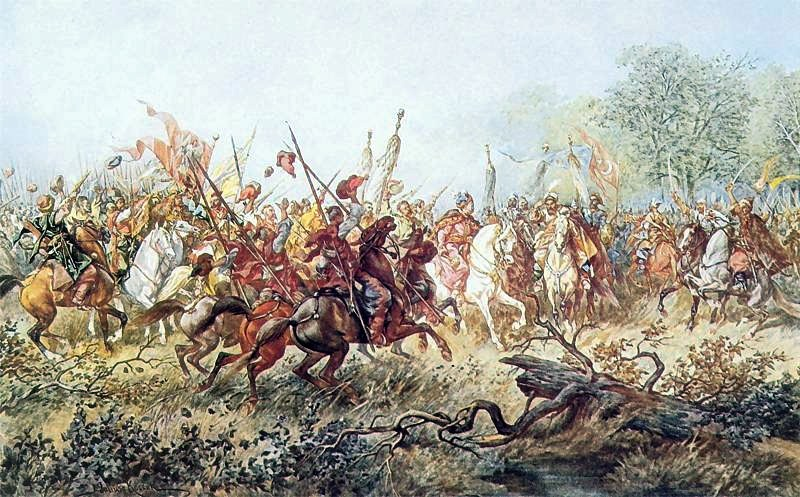
Il comandante Bey Tugai conduce la cavalleria tatara

Il declino del Khanato di Crimea è legato all'indebolirsi dell'Impero Ottomano ed al riequilibrio del potere in Europa Orientale, che favorì le nazioni cristiane. I Tatari tornavano dalle campagne condotte dagli Ottomani a mani vuote, dopo che la loro cavalleria, male equipaggiata in armi da fuoco, aveva subito ingenti perdite contro i moderni eserciti russi ed europei. A partire dalla fine del XVII secolo, i Russi della Moscovia erano diventati troppo forti e potenti per le loro scorrerie. Da allora, i Tatari non riusciranno mai più a razziare bottino e schiavi in Russia e Ucraina, perdendo così una delle più importanti fonti di guadagno del khanato. A causa di questi fallimenti esterni, l'appoggio dei clan nobiliari al khan andò scemando, scatenando all'interno conflitti per il potere. I Nogay, che fornivano una parte consistente dell'esercito della Crimea, verso la fine dell'impero tolsero anch'essi il loro appoggio ai khan.

Nella prima metà del XVII secolo i Calmucchi avevano infatti formato il Khanato calmucco nella regione del basso Volga, e sotto la guida di Ayuki Khan intrapresero molte operazioni militari contro Tatari di Crimea e Nogay. Diventando parte della Russia e tenendo fede al giuramento di proteggere il suo confine sudorientale, il khanato calmucco prese attivamente parte a tutte le campagne militari russe del XVII e XVIII secolo, arrivando a parteciparvi con 40000 cavalieri perfettamente equipaggiati.
Forze ucraine e russe insieme attaccarono il khanato durante le campagne Čyhyryn e le campagne di Crimea, e durante la guerra russo-turca (1735-1739) i Russi, sotto il comando del feldmaresciallo Burkhard Christoph von Münnich riuscirono finalmente ad attestarsi sulla penisola stessa. Le frizioni militari continuarono durante il regno di Caterina II. La nuova guerra russo-turca (1768-1774) terminò con il trattato di Kuchuk-Kainarji, che rese il khanato indipendente dall'Impero Ottomano, allineandolo però a quello Russo. Il regno dell'ultimo khan di Crimea Şahin Giray fu segnato dal crescere dell'influenza russa e da scoppi di violenza da parte della sua amministrazione contro la dissidenza interna. L'8 aprile 1783, Caterina intervenne nella guerra civile, annettendosi di fatto l'intera penisola. Nel 1787, Şahin Giray fuggì nell'Impero ottomano, dove venne poi giustiziato per tradimento a Rodi. Ciò nondimeno la stirpe reale dei Giray sopravvisse.